# Occitanisme

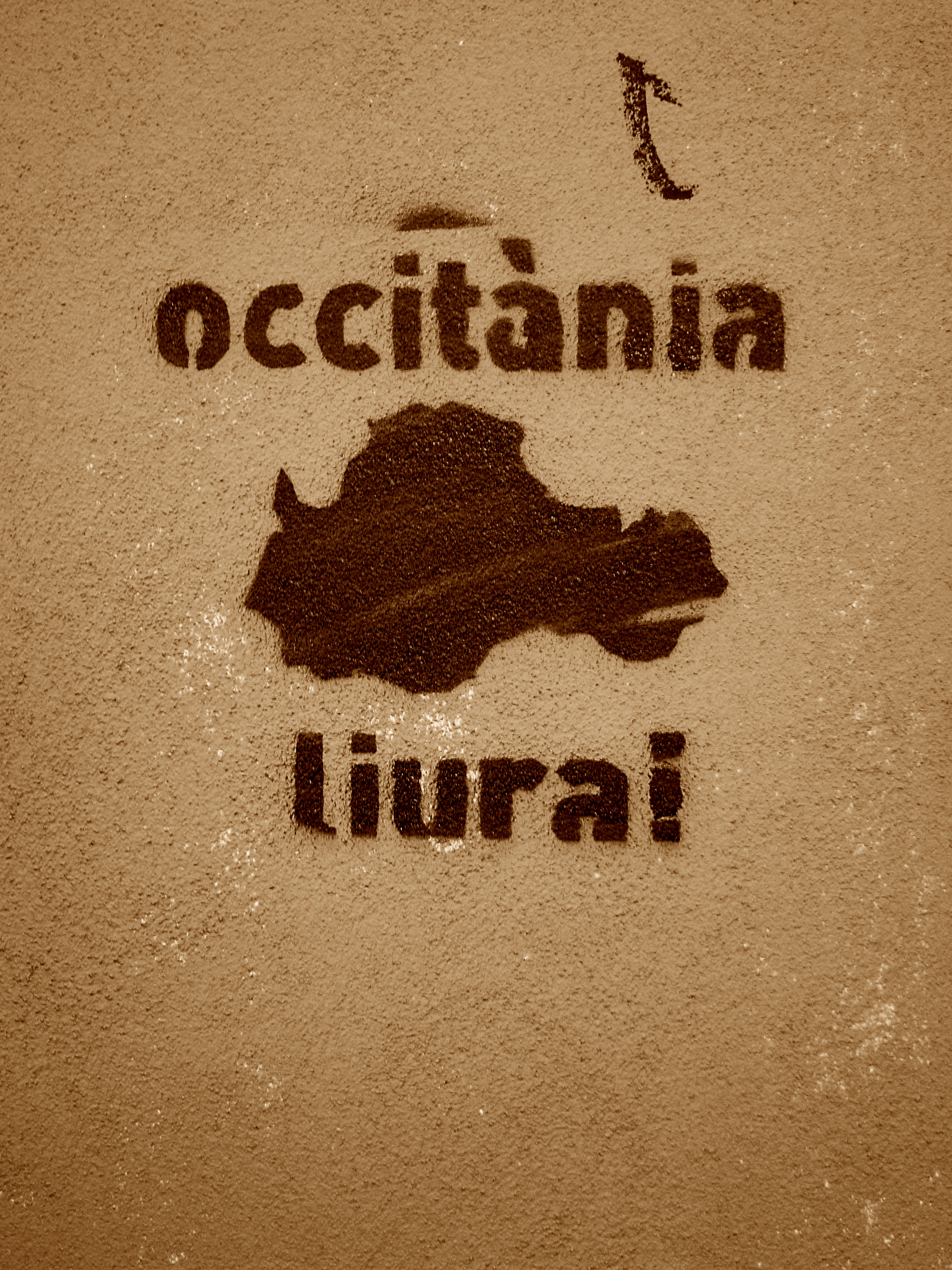
Graffiti occitaniste à Toulouse Occitània liura !, « Occitanie libre ».

L’occitanisme est un terme utilisé pour désigner différentes notions. Au sens large, il peut désigner l'ensemble de tous les mouvements qui font la promotion de l'occitan et défendent les intérêts de l'Occitanie, de sa population et de sa culture. L'occitanisme regroupe des mouvements fort divers, de type linguistique, socio-économique, culturel et politique.

## Définition

### Recherche scientifique
L'occitanisme est un domaine de recherche en linguistique occitane, en histoire ou en anthropologie occitane.
Différents spécialistes font des analyses scientifiques de la question (par exemple: Georg Kremnitz).

### Emprunt en linguistique
En linguistique, un occitanisme est un emprunt à l'occitan, ou à l'ancien occitan, fait par une autre langue. Le français méridional employé en Occitanie présente de nombreux occitanismes de syntaxe et de vocabulaire (par exemple, emploi du verbe être comme auxiliaire à la place du verbe avoir: "je suis été" pour "j'ai été").

### Renaissantisme occitan
Dans ce sens, l'occitanisme désigne l'action menée depuis le XIXe siècle (seconde renaissance occitane) pour promouvoir la langue, la culture, voire l'identité occitane. Ainsi l'occitanisme regroupe des sensibilités différentes particulièrement sur la manière d'écrire la langue entre la norme classique de l'occitan et la norme mistralienne ou encore avec d'autres graphies moins répandues.
Certains acteurs de l'occitanisme réfutent l'usage de ce mot et lui préfèrent des substituts comme régionalisme (gascon, auvergnat, provençal, etc.). Dans ce cas, l'occitanisme est un terme utilisé pour désigner un courant du renaissantisme qui utilise principalement la graphie classique, en opposition à d'autres courants qui utilisent exclusivement des graphies différentes. Cette définition plus restrictive est utilisée par des partisans du sécessionnisme linguistique qui prétendent que la "langue occitane" n'existe pas. Ils essayent d'exclure la graphie classique de l'usage de certains dialectes occitans afin de les éloigner du fonctionnement unitaire de la langue.

#### Mouvement culturel
Les principaux mouvements culturels sont l'Institut d'études occitanes et le Félibrige qui emploie le terme d'Occitanie dans ses statuts de 1911. Ils ont choisi de ne pas s'engager en politique afin de rassembler tous les locuteurs d'occitan ainsi que les personnes intéressées par la langue et la culture occitane. 

Le philosophe Félix-Marcel Castan est devenu le meneur de la décentralisation culturelle qui est une forme très édulcorée de militance politique limitée à la revendication culturelle. Son influence se fait toujours sentir dans l'occitanisme d'aujourd'hui, notamment à travers la Ligne Imaginot et la diffusion de ces œuvres par l'association des éditions Cocagne.

#### Mouvement politique
C'est une partie importante du « renaissantisme » occitan, en particulier dans les vallées occitanes sous l'impulsion de François Fontan qui fonda le Moviment autonomista occitan (MAO). L'occitanisme avec une volonté d'action politique a pris la forme du régionalisme occitan et du nationalisme occitan:
- Laboratoire d'idées: Iniciativa per Occitània (oc).
- Groupe de défense d'intérêts: Assemblada Occitana[18]
- Mouvement citoyen: Occitanie País Nòstre, Bastir! (en).
- Partis politiques: Parti de la nation occitane (fondé en 1959), Parti Occitan (1987), Corròp (oc)
- Organisations politiques révolutionnaires: Libertat issu de la fusion de plusieurs mouvements d'extrême gauche (Hartèra, Anaram au Patac et Combat d'òc) jusqu'en 2016. Depuis 2018, l'ODPO Organizacion Democratica deu Pòple Occitan, propose un projet révolutionnaire pour une République socialiste fédérale occitane.
- Podem, organisation féministe occitane qui alimenta un blog pendant 5 mois (2014-2015).
- Gouvernement provisoire: Republica Federala Occitana[19]
- Faction armée: Comité régional d'action viticole, Front de libération nationale de la Provence.

## Éléments de géographie historique
Le Midi de la France, s'il n'a pas formé une unité historique distincte, correspond à quelques grandes principautés au Moyen Âge, dont les noms sont liés aux dénominations principales (hors occitan) utilisées pour désigner les langues du Midi de la France : à l'ouest duché de Vasconie (haut Moyen Âge) ou de Gascogne (gascon) ; au nord Limousin (limousin) et Auvergne (auvergnat) ; à l'est Languedoc (languedocien) puis Provence (provençal).
Autre élément géographique : les deux principaux fleuves du Midi forment une limite pour certaines provinces : le Rhône] entre Provence et Languedoc, la Garonne (surtout au nord de Toulouse, en aval de la confluence de l'Ariège et la Garonne) entre Languedoc et Gascogne.